# Biblioteca di Sardegna
La Biblioteca di Sardegna è un ente di studio e ricerca aderente al Sistema Bibliotecario Nazionale e al Sistema Bibliotecario Regionale della Sardegna ed associato all'Associazione Italiana Biblioteche (AIB) e all'Associazione Nazionale Archivistica Italiana (ANAI).

## Patrimonio
Il suo patrimonio archivistico e librario, articolato in oltre 210.000 documenti, anche rari e inediti, costituisce un'eccellenza nazionale in materia storica ed etnografica.
Detiene e gestisce raccolte speciali, tra cui gli archivi fotografici "Fototeca di Sardegna", "Fototeca di Toscana", il Fondo musicale Lao Silesu, la Biblioteca privata Francesco Spanu Satta.

## Attività
Ai temi della tutela, valorizzazione e promozione delle culture e identità regionali, la Biblioteca di Sardegna ha dedicato fin dalla fondazione il proprio statutario impegno portando alle stampe oltre 500 pubblicazioni e allestendo oltre 1300 eventi segnalati nei circa 3000 articoli dedicatigli dalla stampa nazionale e internazionale.
I suoi progetti e prodotti editoriali sono stati presentati in 30 Paesi di cinque Continenti: Europa (Belgio, Bulgaria, Danimarca, Francia, Galles, Germania, Inghilterra, Italia, Norvegia, Polonia, Russia, Spagna, Svizzera, Ungheria), America (Canada; Alabama, California, Illinois, Nevada, New York, Ohio, Oregon, Rhode Island, Texas; Argentina, Brasile), Africa (Sud Africa), Asia (Cina, Giappone, Israele) e Australia (Victoria), ospitati presso autorevoli sedi internazionali (tra cui i Rond Point sugli Champs-Elysées a Parigi e il Saint Petersburg University), adottati come testo di studio in ambito universitario e catalogati presso le maggiori biblioteche al mondo (dal Library of Congress di Washington al British Library di Londra, dal The National Library of Russia al National Library of China).
In Italia, la Biblioteca di Sardegna ha svolto attività in 19 regioni, trovando ospitalità in prestigiosi ambiti istituzionali (dal Senato della Repubblica alla Camera dei Deputati passando per la Presidenza del Consiglio dei Ministri) e nella più diffusa stampa quotidiana e periodica nazionale. In Sardegna sono 288 i comuni che hanno ospitato attività della Biblioteca di Sardegna.

## Servizi
È ente titolare del Premio Bibliographica e del Premio Etnographica: concorsi nazionali con periodicità annuale, giunti alla 10ª e alla 5ª edizione e rivolti alla pubblicazione delle migliori tesi di laurea, specializzazione, dottorato e master rispettivamente di area archivistico-bibliografica ed etnografico-antropologica.
Fin dalle origini è accreditata a svolgere attività di tirocinio per gli studenti dell’Università degli studi di Sassari. Inoltre, ha affiancato in attività di tutoraggio per attività di ricerca storica ed etnografica oltre 400 soggetti.

## Edizioni
La Biblioteca di Sardegna ha svolto un'ampia attività di studio critico e filologico di opere rare e inedite della produzione letteraria sarda. Tra gli autori protagonisti di un’opera di riscoperta si ricordano Gavino Cossu (di cui è stata promossa, dal 2007 al 2009, la pubblicazione dell’opera omnia in 4 tomi), Luigi Canepa, Annunzio Cervi, Filomena Cherchi e Sergio Costa. Tra le opere edite, si segnala il Dizionario enciclopedico della letteratura di Sardegna: primo repertorio bio-bibliografico ragionato di scritti e scrittori sardi dal Quattrocento ai nostri giorni.
Intensa l'attività di studio e ricerca svolta in ambito etnografico con la raccolta e pubblicazione di oltre 200 mia foto relative al periodo intercorrente tra la fine dell'Ottocento e il primo Cinquantennio del Novecento in Sardegna, confluiti nell'edizione di circa 350 volumi, e nella raccolta e pubblicazione di 3000 testimonianze orali confluite nella pubblicazione di 30 volumi.
Dal 2010 sovrintende il progetto di ricerca internazionale "Balzac en Sardaigne". Con il patrocinio dell'Ambassade de France en Italie e la collaborazione dell'Institut de France, ha pubblicato nel 2010, nel volume Voyage en Sardaigne, la prima edizione italiana dell’epistolario di Honoré de Balzac in Sardegna e nel 2011 la prima edizione critica italiana della commedia balzachiana L'école des ménages, allestendo anche due mostre documentarie con esposizione di documenti in prima mondiale. Aderisce al "Groupe d'études balzaciennes" di Parigi e alla "Société des amis de Balzac et de la Maison de Balzac" di Parigi.

## Crediti
Progetti culturali ed editoriali della Biblioteca di Sardegna hanno goduto del patrocinio o della collaborazione di oltre 300 amministrazioni pubbliche locali, nazionali (tra cui il Ministero per i Beni e le Attività Culturali, il Ministero degli Affari Esteri, l'Istituto Centrale per i Beni Sonori ed Audiovisivi) e internazionali (tra cui l'Ambassade de France, l'Institut de France, l'Universität Stuttgart, l'University of St Andrews, l'Italian Cultural Institute of Chicago), e di aziende pubbliche e private nazionali (tra cui la Rai-Radio Televisione Italiana, il quotidiano La Stampa e Franco Cosimo Panini Editore).
Nel 2015, anno del Decennale della fondazione celebrato presso la Camera dei Deputati, ha ricevuto la Medaglia del Presidente della Repubblica Italiana Sergio Mattarella per la presentazione dello studio "Il Settecento romano nei bandi e negli editti dello Stato Pontificio" di Manuela Grillo, tenutasi presso la Sala degli Atti parlamentari del Senato della Repubblica.
L'Istituzione cargeghese è stata ricevuta a San Pietro da papa Francesco nel 2015 e nel 2019.
Presiede dal 2005 il Comitato scientifico dell'Editoriale Documenta.